# Chata Velký Javorník
Chata Velký Javorník – dawniej górskie schronisko turystyczne, obecnie bufet górski w Czechach, położone w Beskidzie Morawsko-Śląskim, w najbardziej na zachód wysuniętej części tego pasma, określanej jako Veřovické vrchy (Góry Veřovickie). Prowadzone jest przez stowarzyszenie Pohorská jednota „Radhošť”.

## Położenie
Budynek znajduje się na wysokości 905 m n.p.m. pod szczytem Velký Javorník (918 m n.p.m.,), w granicach administracyjnych Trojanovic, około 4,5 km na południowy zachód od centrum miasta Frenštát pod Radhoštěm.

## Historia

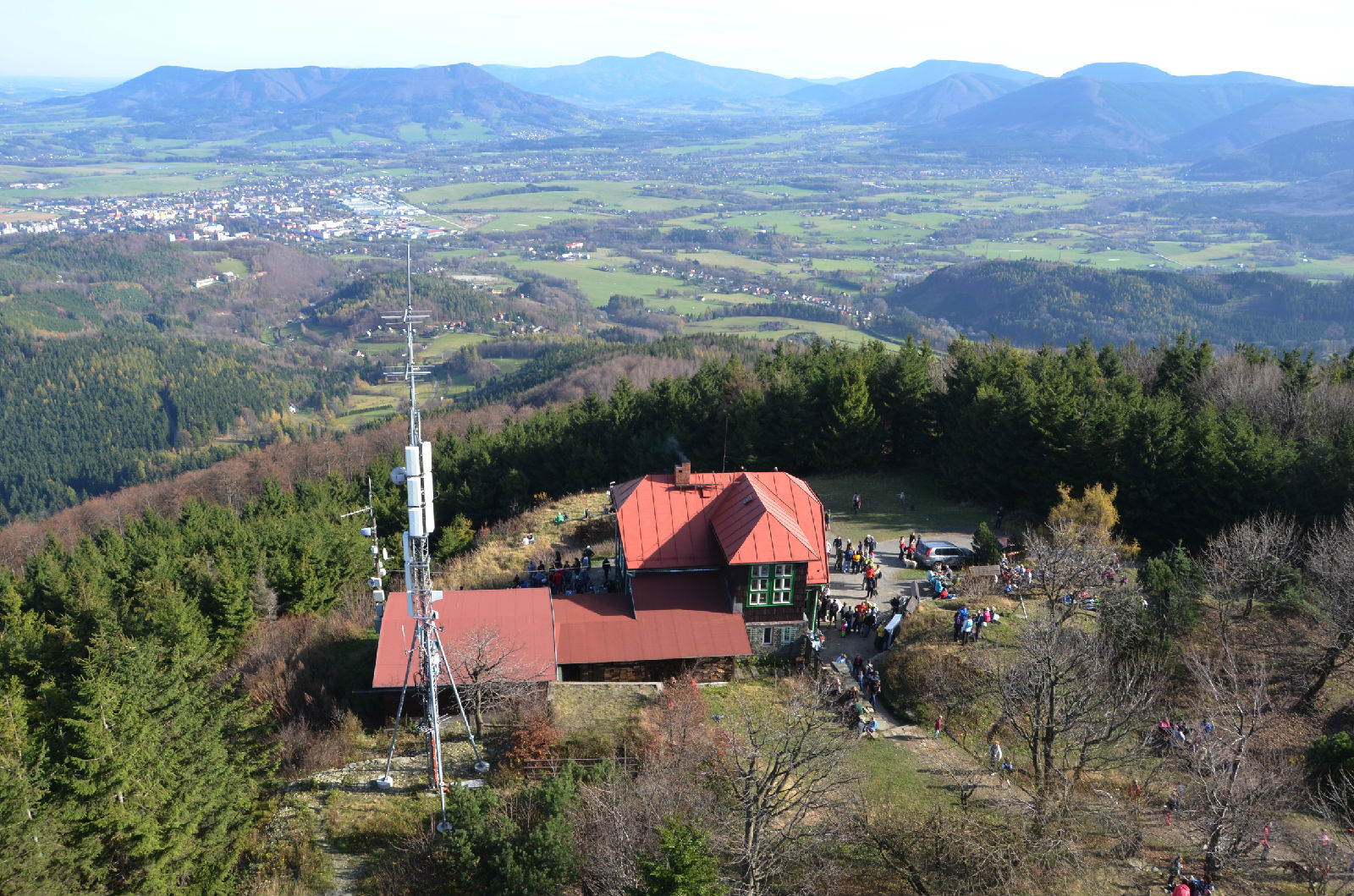
Chata Velký Javorník - widok z wieży na szczycie

Pierwszym obiektem turystycznym na szczycie Velký Javorník, prowadzonym przez Pohorską jednotę „Radhošť” (PJR) była chata (schron turystyczny), ufundowana w 1897 roku przez biskupa Theodora Kohna. Budynek spłonął w 1915 roku. Szesnaście lat później, w 1931 roku stowarzyszenie zakupiło na Javorníku pięciohektarową działkę, na której we wrześniu 1934 roku rozpoczęto budowę schroniska. Obiekt, wybudowany według projektu architekta Aleša Parmy oddano do użytku w sierpniu 1935 roku i nazwano „Benjamínek”. Schronisko, prowadzone przez gospodarza nazwiskiem Doležel, przetrwało II wojnę światową, będąc m.in. miejscem schronienia dla członków ruchu oporu ukrywających się przed Gestapo oraz punktem oparcia dla oddziałów partyzanckich.
Po zakończeniu wojny PJR została rozwiązana w 1950 roku, a jej majątek przejęło przedsiębiorstwo Československé hotely v Ostrawie. Stowarzyszenie zostało reaktywowane w 1990 roku. Wówczas to przejęło opuszczone schronisko, remontując je i ponownie przywracając do ruchu turystycznego.

## Warunki
W chacie nie ma możliwości noclegów, świadczy ona wyłącznie usługi gastronomiczne (restauracja). Obiekt jest czynny cały rok, z wyjątkiem poniedziałków. 

## Szlaki turystyczne
- Hostašovice st. kol. – Trojačka (709 m n.p.m.) – Dlouhá (859 m n.p.m.) – Chata Velký Javorník
- Frenštát pod Radhoštěm – Chata Velký Javorník
- Chata Velký Javorník – dojście do   z Veřovic (st. kol.)